# Matthias Seidl
Matthias Seidl (* 24. ledna 2001) je rakouský fotbalista, který hraje jako záložník za SK Rapid Vídeň a rakouskou reprezentaci.

## Klubová kariéra
Svou kariéru začal v SV Kuchl, týmu ze čtvrté rakouské ligy a pomohl jim vybojovat postup. V sezóně 2021/2022 přestoupil do druholigového FC Blau-Weiß Linz. V červnu 2023 přestoupil do Rapidu Vídeň.

## Reprezentační kariéra
Je reprezentantem Rakouska. Svou zemi reprezentoval v kategoriích do 18 a do 20 let.
V seniorském týmu debutoval v září 2023 proti Švédsku, v 87. minutě střídal Konrada Laimera.